# Wojciech Kajtoch
Wojciech Kajtoch (ur. 19 kwietnia 1957 w Krakowie) – polski literaturoznawca, językoznawca i prasoznawca, poeta, krytyk literacki, specjalista w dziedzinie  polskiej literatury współczesnej i literatury fantastyczno-naukowej.

## Życiorys
Syn krytyka i pisarza Jacka Kajtocha i poetki Anny Kajtochowej. W 1980 ukończył polonistykę na Uniwersytecie Jagiellońskim; także absolwent Wyższych Kursów Literackich przy Instytucie Literackim im. Gorkiego w Moskwie (1987). W 1991 r. obronił doktorat na rusycystyce Uniwersytetu Warszawskiego, 13 października 2009 roku uzyskał habilitację w Instytucie Języka Polskiego PAN w Krakowie. Długoletni licealny nauczyciel języka polskiego oraz pracownik krakowskiego Ośrodka Badań Prasoznawczych.
Pracował w Instytucie Dziennikarstwa i Komunikacji Społecznej UJ, gdzie od 2013 do 2018 roku kierował Zakładem Semiotyki i Historii Mediów Popularnych. Od 2023 na emeryturze. W latach 2012–2018 pełnił funkcję redaktora naczelnego „Zeszytów Prasoznawczych”, po rezygnacji Walerego Pisarka.
Od 1976 zajmuje się krytyką literacką. Współpracował m.in. z  krakowskimi: „Studentem”, „Pismem Literacko-Artystycznym”, „Życiem Literackim”, „Końcem Wieku”, częstochowską „Galerią”; pisywał w prasie alternatywnej (np. lubelska „Ulica Wszystkich Świętych”). Był  redaktorem krakowskiego almanachu literackiego „Proza, proza, proza…” (pierwsze 4 tomy: 1995, 1996, 1997, 1998). Jako językoznawca zajmuje się językami subkultur młodzieżowych (np. metalowców); jako prasoznawca – językiem prasy alternatywnej i tabloidów m.in. rozwijając metodę językowej, leksykalnej, ilościowej analizy zawartości; jako krytyk i literaturoznawca – powieścią i poezją polską okresu PRL i późniejszą, kulturą popularną oraz fantastyką naukową, zwłaszcza autorstwa braci Strugackich. Poświęcił im monografię „Bracia Strugaccy (zarys twórczości)” (1993), w 2003 roku wydaną po rosyjsku i włączoną do XII tomu ich „Dzieł zebranych”.
W lutym 2024 roku ukazał się  numer „Naukowego Przeglądu Dziennikarskiego” (2023/4) poświęcony jego twórczości.
W lipcu 2024 otrzymał tytuł profesora nauk humanistycznych w dyscyplinach językoznawstwo i literaturoznawstwo.

## Wybrane publikacje
- Rozstrzelane kukły, Kraków 1992 (poezje)
- Bracia Strugaccy (zarys twórczości), Kraków 1993, Universitas ISBN 83-7052-106-1 (tł. na rosyjski: Brat’ja Strugackije. Oczerk tworczestwa, Donieck-Moskwa 2003, 2004, 2008, Izdatiel’stwo Stalkier)
- Wstęp do „Przenicowanego świata” Arkadija i Borisa Strugackich, Kraków 1994, wyd. Text ISBN 83-86050-02-0
- Moje spotkanie z „Kandydem” Woltera, Kraków 1994, wyd. Text ISBN 83-86050-01-2
- Lagry i łagry - problematyka obozowa w IV klasie LO (Tadeusz Borowski, Gustaw Herling-Grudziński, Aleksander Sołżenicyn), Kraków 1994, wyd. Text ISBN 83-86050-03-9
- Presymbolizm, symbolizm, neosymbolizm… Rzecz o czytaniu wierszy, Kraków 1996, wyd. WOM ISBN 83-86671-31-9
- Świat prasy alternatywnej w zwierciadle jej słownictwa, Kraków 1999, wyd. WUJ ISBN 83-233-1233-8
- Doba. Wiersze i proza, Kraków 2003, Wydawnictwo i Drukarnia Towarzystwa Słowaków w Polsce ISBN 83-89186-52-7
- Językowe obrazy świata i człowieka w prasie młodzieżowej i alternatywnej, t.1–2, Kraków 2008, wyd. WUJ ISBN 978-83-233-2514-7 (t.1), ISBN 978-83-233-2515-4 (t. 2)
- Władysława Terleckiego trylogia o powstaniu styczniowym (Spisek, Dwie głowy ptaka, Powrót z Carskiego Sioła), Częstochowa 2009, Wydawnictwo Literackie Li-Twa ISBN 978-83-927979-5-1
- O prozie i poezji. Wybór szkiców i esejów z lat 1980-2010, Częstochowa 2011, Wydawnictwo Literackie „Li-Twa” ISBN 978-83-929522-7-5
- Szkice polonistyczno-rusycystyczne, Olsztyn 2015, Centrum Badań Europy Wschodniej Uniwersytetu Warmińsko-Mazurskiego w Olsztynie ISBN 978-83-61605-38-6
- Szkice o fantastyce, Stawiguda 2015, wyd. Solaris ISBN 978-83-7590-225-9
- Listy z Moskwy. Powieść epistolarna, Kraków 2015, wyd. Aureus, ISBN 978-83-60741-76-8
- Bracia Strugaccy, Stawiguda 2016, wyd. Solaris, ISBN 978-83-7590-248-8
- Szkice językoznawczo-prasoznawcze, Kraków 2016, Wydawnictwo Uniwersytetu Jagiellońskiego, ISBN 978-83-233-4095-9
- Osiem szkiców o dziełach kultury popularnej, dawnych i współczesnych, Kraków 2019, IDMiKS UJ i Wydawnictwo ToC, ISBN 978-83-953785-0-8[5]
- Solâris - Sarakš, Krakov - Moskva : stat’i i očerki o fantastike i na drugie temy, 2020, Arkanar : Metagom[6]
- Mierzeja i inne wiersze, Kraków 2020, wyd. Aureus, ISBN 978-83-65765-36-9
- Wykład wykładu. Rzecz o mowie noblowskiej Olgi Tokarczuk / The Lecture about Lecture. On Olga Tokarczuk's Nobel Speech, Kraków 2021, Wydawnictwo Uniwersytetu Jagiellońskiego, ISBN 978-83-233-4979-2
- TOS↔LIAZ. Leksykalna ilościowa analiza zawartości jako metoda rekonstrukcji tekstowego obrazu świata. Analizy i  problemy, Kraków 2022, IDMiKS UJ i Wydawnictwo ToC, ISBN 978-83-66492-18-9
- Stare i nowe szkice o fantastyce,  Stalker Books, Olsztyn 2023, ISBN 978-83-67223-31-7
- Zdążyć z prawdą… O „tercecie Kajtochów”, kolejach życia, wspólnych znajomych i polskiej humanistyce. Rozmowa Jadwigi Mizińskiej z Wojciechem Kajtochem, Kraków 2025, Wydawnictwo Aureus, ISBN 978-83-65765-53-6

## Opracowania
- Jest taki wiatr… antologia, Warszawa 1989, Krajowa Agencja Wydawnicza ISBN 83-03-02630-5
- Proza, proza, proza… (opowiadania, fragmenty, eseje, notatki), tom 1, 2, 3, 4 Kraków 1995, 1996, 1997, 1998, Związek literatów Polskich - Oddział w Krakowie, ISBN 83-901299-9-X (1. 1), ISBN 83-86775-17-3 (t. 2), ISBN 83-86775-29-7 (t. 3), ISBN 83-86775-44-0 (t. 4)